# Санкт-Петербургский научный центр РАН
Санкт-Петербу́ргский нау́чный центр РАН (СПбНЦ РАН) — объединение научных учреждений Российской академии наук (РАН) в Санкт-Петербурге и Ленинградской области.
Был основан 17 февраля 1983 года как Ленинградский научный центр (ЛНЦ) АН СССР. Продолжал научные традиции, заложенные Петром I в начале XVIII века. В советское время по влиятельности приравнивался к региональному отделению академии, хотя отделением АН никогда не назывался.
Первым председателем Научного центра стал академик И. А. Глебов. С 1989 года до своей кончины 1 марта 2019 года Президиум центра возглавлял академик, лауреат Нобелевской премии по физике Ж. И. Алфёров.
В мае 2023 года было принято правительственное решение о создании Санкт-Петербургского отделения РАН, в связи с чем роль и место СПбНЦ предстоит пересмотреть. На весну 2024 года СПбНЦ числился как одна из организаций, курируемых новосозданным отделением.

## Задачи СПбНЦ
Основной задачей Научного центра с момента его организации являлось содействие в развитии фундаментальных исследований в области естественных, технических, гуманитарных и общественных наук, в том числе исследований, направленных на решение социально-экономических проблем региона. Центр способствовал развитию научно-технического потенциала академических учреждений Санкт-Петербурга, организовывал их взаимодействие в проведении междисциплинарных исследований. В сферу деятельности Центра также входили вопросы подготовки высококвалифицированных научных кадров и развитие международных научных связей.

## Сведения о составе СПбНЦ
В 2010-е гг. в состав Санкт-Петербургского научного центра РАН входило свыше 60 учреждений, организаций и предприятий РАН, расположенных в Санкт-Петербурге и Ленинградской области, с общей численностью работающих 13,2 тыс. человек. Из 44 научных коллективов, входивших в СПбНЦ, 32 являлись самостоятельными научно-исследовательскими институтами и организациями, 9 — филиалами, отделениями и отделами иногородних (в основном, московских) институтов, также входили 2 учебные кафедры и 1 сейсмическая станция. Среди научных учреждений СПбНЦ были крупнейшие академические институты России — Физико-технический институт им. А. Ф. Иоффе и Петербургский институт ядерной физики им. Б. П. Константинова, насчитывающие по 2,2 тыс. сотрудников. Крупнейшее учреждение гуманитарного профиля — Библиотека РАН (БАН) насчитывает 630 сотрудников, крупнейший биологический институт — Институт физиологии имени И. П. Павлова РАН — 640. Среднюю часть спектра образовывали институты с численностью от ста до шестисот сотрудников. В Санкт-Петербурге в то время работали 42 академика и 71 член-корреспондент РАН; из общего числа научных сотрудников академических учреждений (5723 чел.) 1138 человек имели учёную степень доктора наук и 2880 — кандидата наук.
Координацию фундаментальных и прикладных исследований осуществлял Междисциплинарный координационный научный совет (председатель — академик С. Г. Инге-Вечтомов). В его состав входило семь Объединённых научных советов: по проблемам физико-математических наук, по проблемам энергетики, по проблемам механики, прочности и материаловедения, по проблемам информатики, управления и телекоммуникаций, по комплексной проблеме «Экология и природные ресурсы», совет «Биология и медицина», и совет по гуманитарным проблемам и историко-культурному наследию.

## Выдержки о СПбНЦ из устава РАН (до 2014)
В соответствии с положениями устава РАН, действовавшего до лета 2014 года,

Санкт-Петербургский научный центр Российской академии наук
64. Санкт-Петербургский научный центр Российской академии наук объединяет её членов, работающих в г. Санкт-Петербурге и Ленинградской области, и научных сотрудников подведомственных академии организаций, расположенных в этом регионе. Санкт-Петербургский научный центр Российской академии наук объединяет научные организации, образовательные организации, инновационные организации, а также организации научного обслуживания и социальной сферы.
65. Основными задачами Санкт-Петербургского научного центра Российской академии наук являются развитие исследований по междисциплинарным региональным программам, выполняемым организациями Санкт-Петербургского научного центра академии, содействие проведению исследований, порученных организациям Санкт-Петербургского научного центра академии отделениями академии, координация сотрудничества академических организаций с отраслевыми научно-исследовательскими институтами и вузами региона.
66. Председатель Санкт-Петербургского научного центра Российской академии наук избирается из числа действительных членов академии и утверждается в составе президиума академии её общим собранием.

## Ситуация вокруг СПбНЦ после 2014 года
Согласно принятому в 2014 году и ныне с изменениями действующему уставу РАН, Санкт-Петербургский научный центр официально не является одной из структурных единиц Академии (аналогичной региональным отделениям: ДВО РАН, СО РАН, УрО РАН), как это было ранее. Тем не менее СПбНЦ по факту по начало 2020-х годов продолжал выполнять, по сути, прежние функции.
Обсуждался вопрос о восстановлении прежнего юридического статуса СПбНЦ. Активным сторонником такого восстановления являлся Ж. И. Алфёров, более того, Алфёров ратовал за повышение ранга Центра до Отделения. Эта позиция нашла поддержку у руководства РАН, включая её президента А. М. Сергеева, и у российских властей. Однако, решение должно было быть принято на уровне правительства России.
На апрель 2019 года правительство не видело возможности вернуть СПбНЦ Академии (он тогда находился в сфере ответственности Минобрнауки), объясняя это тем, что концепция региональных научных центров пока не разработана.
В дальнейшем ситуация изменилась. На общем собрании РАН в сентябре 2022 года было решено сформировать Санкт-Петербургское отделение Российской академии наук (СПбО РАН), на равных с УрО, СО и ДВО. Правительство выпустило соответствующее распоряжение 17 мая 2023 года. Предположительно, СПбНЦ в его нынешнем виде в связи с этим через некоторое время будет упразднён.
В настоящее время (2024) в Санкт-Петербурге работают около 200 академиков и членкоров РАН. СПбНЦ является одной из 35 научных организаций, работающих под эгидой СПбО.

## Здание СПбНЦ
Главное здание Академии наук строилось с 1783 г. по 1789 г., в период директорства Е. Р. Дашковой. Его автор — выдающийся мастер русского классицизма Джакомо Кваренги. Собрания Академии наук проходили в этом здании начиная с 1824 г.
После начала работы СПбО РАН здание СПбНЦ передаётся новосозданному Отделению. (Одно время обсуждалось перепрофилирование здания в музей науки и техники, но это так и осталось разговорами.)